# Polnische Eishockeyliga 1959/60
Die Saison 1959/60 war die 5. Spielzeit der Ekstraliga, der höchsten polnischen Eishockeyspielklasse, und die 25. Spielzeit der polnischen Eishockeymeisterschaft. Meister wurde zum insgesamt zweiten Mal in der Vereinsgeschichte Górnik Kattowitz.

## Modus
In der Hauptrunde absolvierte jede der acht Mannschaften insgesamt 14 Spiele. Der Erstplatzierte der Hauptrunde wurde Meister. Für einen Sieg erhielt jede Mannschaft zwei Punkte, bei einem Unentschieden gab es einen Punkt und bei einer Niederlage null Punkte.

## Mannschaften
| Baildon Katowice |

| Warszawa |

| Górnik Katowice |

| Nowy Targ |

| Cracovia |

| Toruń |

| Łódź |

| Start Katowice |

| Baildon Katowice |

| Warszawa |

| Górnik Katowice |

| Nowy Targ |

| Cracovia |

| Toruń |

| Łódź |

| Start Katowice |

## Hauptrunde

### Tabelle
|    | Klub                | Sp | Tore   | Punkte |
| -- | ------------------- | -- | ------ | ------ |
| 1. | Górnik Katowice     | 14 | 88:23  | 28     |
| 2. | Legia Warszawa      | 14 | 88:23  | 24     |
| 3. | Podhale Nowy Targ   | 14 | 63:39  | 19     |
| 4. | KS Pomorzanin Toruń | 14 | 54:68  | 10     |
| 5. | Start Katowice      | 14 | 35:70  | 9      |
| 6. | ŁKS Łódź            | 14 | 51:64  | 8      |
| 7. | Baildon Katowice    | 14 | 44:63  | 7      |
| 8. | KS Cracovia         | 14 | 31:104 | 7      |

Sp = Spiele, S = Siege, U = unentschieden, N = Niederlagen, OTS = Overtime-Siege, OTN = Overtime-Niederlage, SOS = Penalty-Siege, SON = Penalty-Niederlage